# Funções ortogonais
Em matemática, duas funções {\displaystyle f} e {\displaystyle g} são chamadas de ortogonais se o seu produto interno {\displaystyle \langle f,g\rangle } é zero para f ≠ g. 

## Escolha do produto interno
A forma como o produto interno de duas funções é definido pode variar dependendo do contexto. No entanto, uma definição típica de um produto interno para funções é
{\displaystyle \langle f,g\rangle =\int f(x)^{*}g(x)\,dx}
com um intervalo de integração apropriado. Aqui, o asterisco indica o conjugado complexo de f.
Para uma outra perspectiva sobre este produto interno, suponha que sejam criados vetores de aproximação {\displaystyle {\vec {f}}} e {\displaystyle {\vec {g}}} cujas entradas são os valores das funções f e g, em uma amostragem feita em pontos igualmente espaçados. Então este produto interno entre f e g pode ser entendido em linhas gerais como o produto interno entre os vetores de aproximação {\displaystyle {\vec {f}}} e {\displaystyle {\vec {g}},} no limite quando o número de pontos da amostra tende a infinito. Então, grosseiramente, duas funções são ortogonais se os vetores de aproximação forem perpendiculares (sob o produto interno usual).

## Em equações diferenciais
As soluções de equações diferenciais com condições de contorno frequentemente podem ser escritas como uma soma com pesos de soluções (funções) ortogonais (conhecidas como autofunções), levando à série generalizada de Fourier.

## Exemplos
Exemplos de conjuntos de funções ortogonais:
- Senos e cossenos
- Funções de Bessel
- Polinômios de Hermite
- Polinômios de Laguerre
- Polinômios de Legendre
- Harmônicos esféricos
- Funções de Walsh
- Polinômios de Zernike
- Polinômios de Tchebychev